# Alicia Bridges
Alicia Bridges (Charlotte, 15 de julio de 1953) es una cantante estadounidense, coautora e intérprete del hit internacional I Love the Nightlife (Disco 'Round) en 1978.

## Primeros años
Nació en Charlotte, Carolina del Norte y se crio en Lawndale, un pueblo del condado de Cleveland, en Carolina del Norte. Comenzó a cantar desde muy pequeña y aprendió a tocar la guitarra a los 10 años de edad. A los 12, tuvo su programa de radio propio, The Alicia Bridges Show, transmitido cada sábado en la emisora WADA de Shelby, Carolina del Norte.

## Fama
En 1977 firmó contrato con la compañía discográfica Polydor Records. Su sencillo de 1978 "I Love the Nightlife (Disco 'Round)" alcanzó el puesto 5.º en la lista Hot 100 de Billboard y también apareció en la lista de "Hits of the World".
En 1978 fue nominada al premio Grammy, donde interpretó "I Love the Nightlife" en el show de apertura. El LP titulado Alicia Bridges, fue también exitoso en los charts del Billboard, Cash Box y Record World, donde se mantuvo por más de 35 semanas. Tanto el disco como el sencillo fueron éxitos internacionales, y "I Love the Nightlife" estuvo en el top 40 en el Reino Unido, Alemania, España y otros países europeos. También fue muy popular en Japón. Recibió el certificado de disco de oro de la RIAA por vender más de un millón de copias de su sencillo en los Estados Unidos, y también recibió este premio en Canadá.
Su segundo sencillo fue Body Heat, una canción de rock/dance con fuerte ritmo de guitarra eléctrica. 
En 2006 fundó su propia compañía discográfica y produjo tres álbumes.
En noviembre de 2006 lanzó una compilación de sus canciones remezcladas y mejoradas en su calidad (remasterizadas), llamada This Girl Don't Care.
En 2007 lanzó Say It Sister. Su tercer CD, Faux Diva, fue lanzado en el 2008; incluía una remezcla de "I Love The Nightlife". Bridges sigue activa en la comunidad musical como productora y DJ.

## Vida personal
Es vegetariana, sólo usa productos orgánicos, y es una activa defensora de los derechos de los animales.
Bridges ha declarado públicamente su lesbianismo desde muy temprana edad. Desde adolescente Alicia dijo que era "diferente a los demás", como establece en la canción autodescriptiva Diamond In The Rough.

## Discografía

### Álbumes
- 1978:  Alicia Bridges (Polydor)
- 1979: Play It as It Lays
- 1984: Hocus Pocus
- 2002: The Collection: I Love the Nightlife (Compilado)
- 2006: This Girl Don't Care (Compilado)
- 2007: Say It Sister (Compilado)
- 2008: Faux Diva (Compilado)